# The Beat Goes On!
| Recensione | Giudizio |
| ---------- | -------- |
| AllMusic   | [ 1 ]    |

The Beat Goes On! è un album discografico del sassofonista jazz statunitense Sonny Criss, pubblicato dalla casa discografica Prestige Records nel giugno del 1968.

## Tracce
Lato A
1. The Beat Goes On – 7:13 (Sonny Bono)
2. Georgia Rose – 3:22 (Harry Rosenthal)
3. Somewhere My Love – 4:54 (Paul Francis Webster, Maurice Jarre)

Lato B
1. Calidad – 5:21 (Sonny Criss)
2. Yesterdays – 5:48 (Otto Harbach, Jerome Kern)
3. Ode to Billy Joe – 6:17 (Bobbie Gentry)

- Il brano Georgia Rose attribuito nell'album originale al solo Harry Rosenthal è in realtà solitamente accreditato a: Alex Sullivan, Jimmy Flynn e Harry Rosenthal[4]

## Musicisti
- Sonny Criss - sassofono alto
- Cedar Walton - pianoforte
- Bob Cranshaw - contrabbasso
- Alan Dawson - batteria

Note aggiuntive
- Don Schlitten - produttore, supervisore, fotografie, design album
- Registrazioni effettuate il 12 gennaio 1968 a New York City, New York (Stati Uniti)[5]
- Richard Alderson - ingegnere delle registrazioni
- Mark Gardner - note retrocopertina album[6]